# Таврички дворац
Таврички дворац или Палата Таурида (рус. Таврический дворец) је једна од највећих и историјски најважнијих палата у Санкт Петербургу, Русија.

## Изградња и првобитна употреба
Принц Григориј Потемкин од Тауриде ангажовао је свог омиљеног архитекту, Ивана Старова, да дизајнира његову градску резиденцију у строгом паладијанском стилу. Старовљев дизајн предвиђао је велики парк, касније Тауридски врт, и луку испред палате, која би била повезана каналом са реком Невом.
Радови на изградњи почели су 1783. године и трајали су шест година. Квадратно предворје води до осмоугаоне сале, иза које је огромна „Катаринина дворана“. Дворана је имало осамнаест јонских грчких стубова са обе стране и водила јеу велику, затворену зимску башту са централном кружном колонадом. Сматрана је највеличанственијом резиденцијом племића Русије из 18. века и послужила је као модел за бројна имања изграђена широм Руског царства.
Непосредно пре своје смрти, 28. априла 1791. године, Потемкин је користио палату да приреди невиђене свечаности и пријеме циљем да придобије царичину тада све слабију наклоност. Бал у палати је приказао композитор Гаврила Державин у својој најдужој композицији.

## Куповина и даља употреба
Неколико месеци након смрти власника, Катарина Велика је купила палату и наредила архитекти Фјодору Волкову да је трансформише у њену летњу градску резиденцију. Волков је био одговоран за многа побољшања у склопу имања, укључујући изградњу позоришта у источном крилу и цркве у западном крилу. У башти је пројектовао Адмиралитетски павиљон, баштованску кућу, простор за узгајање поморанџи и другог егзотичног воћа, стакленике, мостове и ограде од гвожђа. Скулптура под називом Венера Таурида (данас у Музеју Ермитаж) чувала се у палати од краја осамнаестог века до средине деветнаестог.
Спољашњи изглед палате био је прилично једноставан и у оштрој супротности са раскошношћу њене унутрашњости. Халу са куполом, једну од највећих у Русији, повезивала је 75  метара дуга галерија са стубовима са зимском баштом. Декорација сваке веће просторије – укључујући Кинеску дворану и салон за таписерије – уништена је након 1799. године, када је цар Павле, који је мрзео све што је његова мајка волела, предао палату свом омиљеном коњичком пуку на коришћење. Војска је простор употребила као шталу и касарне.
У 19. веку, палату су обновили Карло Роси и Василиј Стасов као резиденцију за ниже племство. Тада је коришћен за одржавање балова и изложби све до 1906. године, када је претворен у седиште првог руског парламента, Царске државне думе.

## Употреба током руске револуције
Непосредно након Фебруарске револуције 1917. године, у Тауридској палати су се налазиле привремена влада и Петроградски совјет, у супротним крилима палате. Почетком марта Привремена влада се преселила у палату Марински.. Неуспела руска Уставотворна скупштина одржавала је своје састанке 1918. године у палати. У мају 1918. бољшевици су искористили зграду за одржавање свог 7. конгреса, где су се прво назвали Руска комунистичка партија (бољшевици).

## Постреволуционарнa употребa
Од 1920. до 1991. палата је коришћена за Високу партијску школу. Од 1990-их, палата Тауриде је дом Интерпарламентарне скупштине земаља чланица Заједнице независних држава (ИПА ЦИС). Тада је подигнут велики стаклени анекс.